# Francis Veber
Francis Paul Veber (sinh ngày 28 tháng 7 năm 1937) là một đạo diễn, nhà biên kịch, nhà sản xuất và nhà viết kịch người Pháp. Ông đã biên kích và đạo diễn phim Mỹ và Pháp.
Nhiều phim tiếng Pháp của ông có các loại nhân vật được lặp lại, tên François Pignon (người làm ẩu) và François Perrin (bắt nạt).

## Tiểu sử
Veber được sinh ra ở Neuilly-sur-Seine, Hauts-de-Seine. Cha của ông là người Do Thái, còn mẹ ông là một người Nga gốc Armenia (Veber được rửa tội khi sinh).

## Phim ảnh

### Vai đạo diễn
- 1976 : Le Jouet, với Pierre Richard, Michel Bouquet, Fabrice Greco
- 1981 : La Chèvre, với Pierre Richard, Gérard Depardieu
- 1983 : Les Compères, với Pierre Richard, Gérard Depardieu
- 1986 : Les Fugitifs, với Pierre Richard, Gérard Depardieu
- 1989 : Three Fugitives, với Nick Nolte, Martin Short
- 1992 : Out on a Limb, với Matthew Broderick, Jeffrey Jones
- 1996 : Le Jaguar, với Jean Reno, Patrick Bruel
- 1998 : Le Dîner de Cons, với Thierry Lhermitte, Jacques Villeret
- 2000 : Le placard, với Daniel Auteuil, Gérard Depardieu
- 2003 : Tais-toi!, với Jean Reno, Gérard Depardieu
- 2006 : La Doublure, với Gad Elmaleh, Alice Taglioni, Daniel Auteuil, Dany Boon, Virginie Ledoyen, Kristin Scott Thomas
- 2008 : L'emmerdeur, với Richard Berry, Patrick Timsit, Virginie Ledoyen

### Vai nhà biên kịch
- 1969 : Appelez-moi Mathilde, đạo diễn bởi Pierre Mondy
- 1972 : Il était une fois un flic (phim) [fr], đạo diễn bởi Georges Lautner
- 1972 : Le grand blond avec une chaussure noire, đạo diễn bởi Yves Robert
- 1973 : La Valise [fr], đạo diễn bởi Georges Lautner
- 1973 : L'Emmerdeur, đạo diễn bởi Édouard Molinaro
- 1973 : Le magnifique (film), đạo diễn bởi Philippe de Broca
- 1974 : Peur sur la ville, đạo diễn bởi Henri Verneuil
- 1974 : Le retour du grand blond, đạo diễn bởi Yves Robert
- 1975 : Le Téléphone rose [fr], đạo diễn bởi Édouard Molinaro
- 1975 : Adieu poulet, đạo diễn bởi Pierre Granier-Deferre
- 1976 : On aura tout vu, đạo diễn bởi Georges Lautner
- 1976 : Le Jouet
- 1978 : La Cage aux Folles, đạo diễn bởi Édouard Molinaro
- 1979 : Cause toujours... tu m'intéresses, đạo diễn bởi Édouard Molinaro
- 1979 : Coup de tête, đạo diễn bởi Jean-Jacques Annaud
- 1980 : La cage aux folles II, đạo diễn bởi Édouard Molinaro
- 1980 : Sunday Lovers / Les séducteurs, đạo diễn bởi Bryan Forbes, Gene Wilder, Dino Risi and Édouard Molinaro
- 1981 : Buddy Buddy, đạo diễn bởi Billy Wilder
- 1981 : La Chèvre
- 1982 : Partners, đạo diễn bởi James Burrows
- 1982 : The Toy, đạo diễn bởi Richard Donner
- 1983 : Les Compères
- 1985 : The Man with One Red Shoe, đạo diễn bởi Stan Dragoti
- 1985 : Hold-Up, đạo diễn bởi Alexandre Arcady
- 1986 : Les Fugitifs
- 1989 : Three Fugitives
- 1991 : Pure Luck, đạo diễn bởi Nadia Tass
- 1994 : My Father the Hero, đạo diễn bởi Steve Miner
- 1995 : Fantôme avec chauffeur [fr], đạo diễn bởi Gérard Oury
- 1996 : The Birdcage, đạo diễn bởi Mike Nichols
- 1996 : Le Jaguar
- 1997 : Fathers' Day, đạo diễn bởi Ivan Reitman
- 1997 : Le Dîner de Cons
- 1998 : Dead Letter Office, đạo diễn bởi John Ruane
- 2000 : Le placard
- 2002 : Tais-toi!
- 2006 : La doublure
- 2008 : L'emmerdeur

### Vai nhà sản xuất
- 1982 : Partners, đạo diễn bởi James Burrows
- 1989 : Three Fugitives
- 1991 : Pure Luck, đạo diễn bởi Nadia Tass
- 1997 : Fathers' Day, đạo diễn bởi Ivan Reitman
- 2006 : The Valet
- 2010 : Dinner for Schmucks